# Список птиц Беларуси
Список птиц фауны Беларуси в середине XX века включала более 280 видов птиц, из них 206 гнездящихся, 38 встречались в период миграций и 32 — залётных. Официальный список видов птиц Беларуси на начало 2015 года, утвержденный Белорусской орнито-фаунистической комиссией, включает в себя 325 видов, относящихся к 20 отрядам, 62 семействам. Из них 3 вида не отмечаются на территории страны после 1950 года и реально в фауне Беларуси не присутствуют: стрепет (исчез в XIX веке), дрофа (последнее упоминание в 1931 году), саджа (последняя регистрация в 1883 году).
В 2015 году из списка видов птиц Беларуси были исключены 2 вида — бородатая куропатка (Perdix daurica) и кукша (Perisoreus infaustus). Кукша была первоначально включена в фауну страны на основании одной птицы, добытой 01.10.1924 года в Псковской области вблизи границы с Беларусью. Иных документированных данных о регистрации кукши на территории страны нет. В 1959—1960 годах была предпринята попытка акклиматизации бородатой куропатки. Какие-либо сведения о положительных результатах этой попытки отсутствуют, в связи с чем она и была исключена из списка видов.
С 2000 года в список орнитофауны Беларуси было включено 16 новых видов. Помимо этого, были зарегистрированы виды, не отмечавшиеся на территории страны с середины XX века — морской голубок (2013) и хрустан (2014).

## Гусеобразные
- Anser anser — серый гусь
- Anser albifrons — белолобый гусь
- Anser erythropus — пискулька
- Anser fabalis — гуменник
- Anser indicus — горный гусь
- Anser serrirostris — Восточносибирский тундровый гуменник
- Branta bernicla — чёрная казарка
- Branta leucopsis — белощёкая казарка
- Branta canadensis — канадская казарка
- Branta ruficollis — краснозобая казарка — редкий или случайный залёт.
- Cygnus olor — лебедь-шипун
- Cygnus columbianus — американский лебедь
- Cygnus cygnus — лебедь-кликун
- Tadorna ferruginea — огарь
- Tadorna tadorna — пеганка
- Anas strepera — серая утка
- Anas penelope — свиязь
- Anas platyrhynchos — кряква
- Anas clypeata — широконоска
- Anas acuta — шилохвость
- Anas querquedula — чирок-трескунок
- Anas crecca — чирок-свистунок
- Netta rufina — красноносый нырок- редкий или случайный залёт
- Aythya ferina — красноголовая чернеть
- Aythya nyroca — белоглазая чернеть
- Aythya fuligula — хохлатая чернеть
- Aythya marila — морская чернеть
- Polysticta stelleri — сибирская гага — редкий или случайный залёт
- Somateria mollissima — обыкновенная гага
- Melanitta fusca — обыкновенный турпан
- Melanitta nigra — синьга
- Clangula hyemalis — морянка
- Bucephala clangula — обыкновенный гоголь
- Mergellus albellus — луток
- Mergus merganser — большой крохаль
- Mergus serrator — длинноносый крохаль

## Курообразные
- Perdix perdix — серая куропатка
- Coturnix coturnix — перепел
- Phasianus colchicus — фазан
- Tetrao urogallus — глухарь
- Tetrao tetrix — тетерев-косач
- Bonasa bonasia — рябчик
- Lagopus lagopus — белая куропатка

## Гагарообразные
- Gavia stellata — краснозобая гагара
- Gavia arctica — чернозобая гагара
- Gavia adamsii — белоклювая гагара

## Поганкообразные
- Tachybaptus ruficollis — малая поганка
- Podiceps auritus — красношейная поганка
- Podiceps grisegena — серощёкая поганка
- Podiceps cristatus — большая поганка
- Podiceps nigricollis — черношейная поганка

## Фламингообразные
- Phoenicopterus roseus — обыкновенный фламинго

## Пеликанообразные
- Pelecanus onocrotalus — розовый пеликан

## Олушеобразные
- Phalacrocorax carbo — большой баклан
- Microcarbo pygmaeus — малый баклан
- Morus bassanus — олуша северная

## Аистообразные
- Botaurus stellaris — большая выпь
- Ixobrychus minutus — малая выпь
- Ardea cinerea — серая цапля
- Ardea purpurea — рыжая цапля
- Ardea alba — большая белая цапля
- Egretta garzetta — малая белая цапля
- Bubulcus ibis — египетская цапля
- Ardeola ralloides — жёлтая цапля
- Nycticorax nycticorax — кваква
- Plegadis falcinellus — каравайка
- Platalea leucorodia — колпица
- Ciconia nigra — чёрный аист
- Ciconia ciconia — белый аист

## Соколообразные
- Pandion haliaetus — скопа
- Pernis apivorus — обыкновенный осоед
- Milvus milvus — красный коршун
- Milvus migrans — чёрный коршун
- Haliaeetus albicilla — орлан-белохвост
- Gyps fulvus — белоголовый сип
- Circaetus gallicus — змееяд
- Circus aeruginosus — болотный лунь
- Circus cyaneus — полевой лунь
- Circus macrourus — степной лунь
- Circus pygargus — луговой лунь
- Accipiter nisus — перепелятник
- Accipiter gentilis — тетеревятник
- Buteo buteo — обыкновенный канюк
- Buteo rufinus — курганник
- Buteo lagopus — зимняк
- Aquila pomarina — малый подорлик
- Aquila clanga — большой подорлик
- Aquila heliaca — могильник
- Aquila chrysaetos — беркут
- Hieraaetus pennatus — орёл-карлик
- Falco tinnunculus — обыкновенная пустельга
- Falco vespertinus — кобчик
- Falco columbarius — дербник
- Falco subbuteo — чеглок
- Falco cherrug — балобан
- Falco peregrinus — сапсан

## Журавлеобразные
- Crex crex — коростель
- Rallus aquaticus — пастушок
- Porzana parva — малый погоныш
- Porzana pusilla — погоныш-крошка
- Porzana porzana — погоныш
- Gallinula chloropus — камышница
- Fulica atra — лысуха
- Grus grus — серый журавль
- Otis tarda — дрофа
- Tetrax tetrax — стрепет

## Ржанкообразные
- Burhinus oedicnemus — авдотка
- Vanellus vanellus — чибис
- Pluvialis squatarola — тулес
- Pluvialis apricaria — золотистая ржанка
- Charadrius hiaticula — галстучник
- Charadrius dubius — малый зуёк
- Charadrius morinellus — хрустан
- Haematopus ostralegus — кулик-сорока
- Himantopus himantopus — ходулочник
- Recurvirostra avosetta — шилоклювка
- Xenus cinereus — мородунка
- Actitis hypoleucos — перевозчик
- Tringa ochropus — черныш
- Tringa erythropus — Щёголь
- Tringa nebularia — большой улит
- Tringa stagnatilis — поручейник
- Tringa glareola — фифи
- Tringa totanus — травник
- Numenius phaeopus — средний кроншнеп
- Numenius arquata — большой кроншнеп
- Limosa limosa — большой веретенник
- Limosa lapponica — малый веретенник
- Arenaria interpres — камнешарка
- Calidris canutus — исландский песочник
- Calidris alba — песчанка
- Calidris minuta — кулик-воробей
- Calidris temminckii — белохвостый песочник
- Calidris maritima — морской песочник
- Calidris alpina — чернозобик
- Calidris ferruginea — краснозобик
- Limicola falcinellus — грязовик
- Philomachus pugnax — турухтан
- Lymnocryptes minimus — гаршнеп
- Gallinago media — дупель
- Gallinago gallinago — бекас
- Scolopax rusticola — вальдшнеп
- Phalaropus lobatus — круглоносый плавунчик
- Phalaropus fulicarius — плосконосый плавунчик
- Glareola nordmanni — степная тиркушка
- Rissa tridactyla — моевка
- Chroicocephalus genei — морской голубок
- Chroicocephalus ridibundus — озёрная чайка
- Hydrocoloeus minutus — малая чайка
- Ichthyaetus melanocephalus — черноголовая чайка
- Ichthyaetus ichthyaetus — черноголовый хохотун
- Larus canus — сизая чайка
- Larus argentatus — серебристая чайка
- Larus fuscus — клуша
- Larus marinus — морская чайка
- Sternula albifrons — малая крачка
- Hydroprogne caspia — чеграва
- Chlidonias niger — чёрная крачка
- Chlidonias leucopterus — белокрылая крачка
- Chlidonias hybrida — белощёкая крачка
- Gelochelidon nilotica — чайконосая крачка
- Sterna hirundo — речная крачка
- Sterna paradisaea — полярная крачка
- Stercorarius pomarinus — средний поморник
- Stercorarius parasiticus — короткохвостый поморник
- Stercorarius longicaudus — длиннохвостый поморник

## Рябкообразные
- Syrrhaptes paradoxus — саджа — в конце XIX — начале XX века несколько раз были отмечены случайные залеты вида на территорию страны. После 1910 года подобные случаи не отмечались.

## Голубеобразные
- Columba livia — сизый голубь
- Columba oenas — клинтух
- Columba palumbus — вяхирь
- Streptopelia turtur — обыкновенная горлица
- Streptopelia decaocto — кольчатая горлица

## Кукушкообразные
- Cuculus canorus — обыкновенная кукушка

## Совообразные
- Tyto alba — сипуха
- Otus scops — сплюшка
- Bubo bubo — филин
- Bubo scandiacus — белая сова
- Surnia ulula — ястребиная сова
- Glaucidium passerinum — воробьиный сыч
- Athene noctua — домовый сыч
- Strix aluco — серая неясыть
- Strix uralensis — длиннохвостая неясыть
- Strix nebulosa — бородатая неясыть
- Asio otus — ушастая сова
- Asio flammeus — болотная сова
- Aegolius funereus — мохноногий сыч

## Козодоеобразные
- Caprimulgus europaeus — обыкновенный козодой

## Стрижеобразные
- Apus apus — чёрный стриж
- Apus melba — белобрюхий стриж

## Ракшеобразные
- Alcedo atthis — обыкновенный зимородок
- Merops apiaster — золотистая щурка
- Coracias garrulus — сизоворонка

## Удодообразные
- Upupa epops — удод

## Дятлообразные
- Jynx torquilla — вертишейка
- Dendrocopos minor — малый дятел
- Dendrocopos medius — средний дятел
- Dendrocopos leucotos — белоспинный дятел
- Dendrocopos major — пёстрый дятел
- Dendrocopos syriacus — сирийский дятел
- Picoides tridactylus — трёхпалый дятел
- Dryocopus martius — желна
- Picus viridis — зелёный дятел
- Picus canus — седой дятел

## Воробьинообразные

### Laniidae
- Lanius collurio — обыкновенный жулан
- Lanius excubitor — серый сорокопут
- Lanius minor — чернолобый сорокопут
- Lanius senator — красноголовый сорокопут — редкий или случайный залёт

### Oriolidae
- Oriolus oriolus — иволга

### Corvidae
- Garrulus glandarius — сойка
- Pica pica — сорока
- Nucifraga caryocatactes — кедровка
- Corvus monedula — галка
- Corvus frugilegus — грач
- Corvus cornix — серая ворона
- Corvus corone — чёрная ворона — в Беларуси известна по двум особям, добытым в 1931 и 1949 году на территории Гродненской области. В последнее время появляются сообщения о незадокументированных встречах с этим видом.
- Corvus corax — ворон

### Panuridae
- Panurus biarmicus — усатая синица

### Alaudidae
- Galerida cristata — хохлатый жаворонок
- Alauda arvensis — полевой жаворонок
- Lullula arborea — лесной жаворонок
- Eremophila alpestris — рогатый жаворонок

### Hirundinidae
- Riparia riparia — береговая ласточка
- Hirundo rustica — деревенская ласточка
- Delichon urbicum — воронок

### Paridae
- Poecile palustris — черноголовая гаичка
- Poecile montanus — буроголовая гаичка
- Periparus ater — московка
- Lophophanes cristatus — хохлатая синица
- Parus major — большая синица
- Cyanistes caeruleus — обыкновенная лазоревка
- Cyanistes cyanus — белая лазоревка

### Remizidae
- Remiz pendulinus — обыкновенный ремез

### Cettiidae
- Cettia cetti — широкохвостая камышовка

### Aegithalidae
- Aegithalos caudatus — длиннохвостая синица

### Sittidae
- Sitta europaea — обыкновенный поползень

### Certhiidae
- Certhia familiaris — обыкновенная пищуха
- Certhia brachydactyla — короткопалая пищуха

### Troglodytidae
- Troglodytes troglodytes — крапивник

### Cinclidae
- Cinclus cinclus — оляпка

### Regulidae
- Regulus regulus — желтоголовый королёк
- Regulus ignicapilla — красноголовый королёк

### Phylloscopidae
- Phylloscopus trochilus — пеночка-весничка
- Phylloscopus collybita — пеночка-теньковка
- Phylloscopus sibilatrix — пеночка-трещотка
- Phylloscopus trochiloides

### Acrocephalidae
- Hippolais icterina — зелёная пересмешка
- Acrocephalus paludicola — вертлявая камышовка
- Acrocephalus schoenobaenus — камышовка-барсучок
- Acrocephalus scirpaceus — тростниковая камышовка
- Acrocephalus dumetorum — садовая камышовка
- Acrocephalus palustris — болотная камышовка
- Acrocephalus arundinaceus — дроздовидная камышовка

### Megaluridae
- Locustella naevia — обыкновенный сверчок
- Locustella fluviatilis — речной сверчок
- Locustella luscinioides — соловьиный сверчок

### Sylviidae
- Sylvia atricapilla — черноголовая славка
- Sylvia borin — садовая славка
- Sylvia nisoria — ястребиная славка
- Sylvia communis — серая славка
- Sylvia curruca — славка-завирушка

### Muscicapidae
- Muscicapa striata — серая мухоловка
- Ficedula hypoleuca — мухоловка-пеструшка
- Ficedula albicollis — мухоловка-белошейка
- Ficedula parva — малая мухоловка
- Erithacus rubecula — зарянка
- Luscinia luscinia — обыкновенный соловей
- Luscinia svecica — варакушка
- Phoenicurus ochruros — горихвостка-чернушка
- Phoenicurus phoenicurus — обыкновенная горихвостка
- Oenanthe oenanthe — обыкновенная каменка
- Saxicola rubetra — луговой чекан
- Saxicola torquatus

### Turdidae
- Turdus merula — чёрный дрозд
- Turdus naumanni — дрозд Науманна
- Turdus pilaris — рябинник
- Turdus iliacus — белобровик
- Turdus philomelos — певчий дрозд
- Turdus viscivorus — деряба

### Sturnidae
- Pastor roseus — розовый скворец — редкий или случайный залёт
- Sturnus vulgaris — обыкновенный скворец

### Prunellidae
- Prunella montanella — сибирская завирушка — редкий или случайный залёт
- Prunella modularis — лесная завирушка

### Motacillidae
- Motacilla flava — жёлтая трясогузка
- Motacilla citreola — желтоголовая трясогузка
- Motacilla cinerea — горная трясогузка
- Motacilla alba — белая трясогузка
- Anthus campestris — полевой конек
- Anthus pratensis — луговой конек
- Anthus trivialis — лесной конек
- Anthus cervinus — краснозобый конек
- Anthus spinoletta — горный конек — редкий или случайный залёт

### Bombycillidae
- Bombycilla garrulus — свиристель

### Emberizidae
- Calcarius lapponicus — лапландский подорожник
- Emberiza citrinella — обыкновенная овсянка
- Emberiza hortulana — садовая овсянка
- Emberiza aureola — дубровник
- Emberiza pallasi — полярная овсянка — редкий или случайный залёт
- Emberiza schoeniclus — тростниковая овсянка
- Emberiza calandra — просянка
- Plectrophenax nivalis — пуночка

### Fringillidae
- Fringilla coelebs — зяблик
- Fringilla montifringilla — вьюрок
- Pinicola enucleator — щур
- Carpodacus erythrinus — обыкновенная чечевица
- Chloris chloris — обыкновенная зеленушка
- Loxia pytyopsittacus — клёст-сосновик
- Loxia curvirostra — обыкновенный клёст
- Loxia leucoptera — белокрылый клёст
- Acanthis flammea — обыкновенная чечётка
- Acanthis hornemanni — пепельная чечётка — редкий или случайный залёт
- Spinus spinus — чиж
- Carduelis carduelis — черноголовый щегол
- Carduelis flavirostris — горная чечётка
- Carduelis cannabina — коноплянка
- Serinus serinus — канареечный вьюрок
- Pyrrhula pyrrhula — обыкновенный снегирь
- Coccothraustes coccothraustes — обыкновенный дубонос

### Passeridae
- Passer domesticus — домовый воробей
- Passer montanus — полевой воробей